# معبد آناندامای کالی

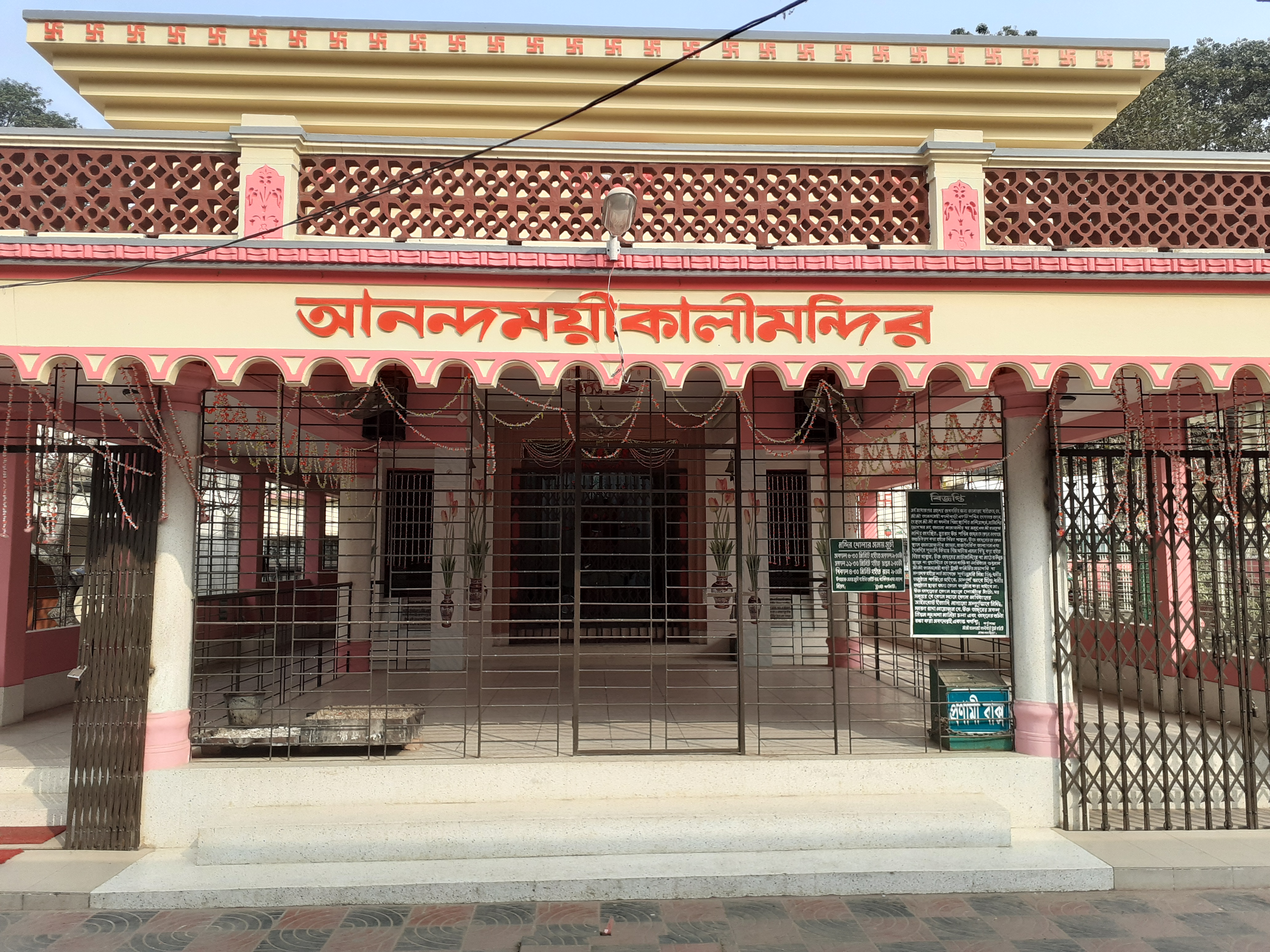
نمایی از معبد آناندامای کالی در شهر برهمنبریا - ۲۰۲۰

معبد آناندامای کالی (بنگالی: আনন্দময়ী কালী মন্দির) این معبد هندو واقع در جاده Anandamoyi Kali Mandir در شهر برهمنبریا، بنگلادش است.

## تاریخ
این معبد در سال ۱۹۰۰ تأسیس شد. گفته می‌شود که الهه کالی در سال ۱۹۰۰ به‌طور معجزه آسایی در این مکان ظاهر شد. شالوده معبد تازه ساخته در ۱۱ دسامبر ۱۹۹۷ گذاشته شده و در ۱۶ ژانویه ۱۹۹۹ افتتاح گردید.